# 1-heptyn
1-heptyn of amylacetyleen is een terminaal alkyn met als brutoformule C7H12. De zuivere stof komt voor als een kleurloze vloeistof met een onaangename geur, die onoplosbaar is in water.

## Toepassingen
De stof wordt hoofdzakelijk gebruikt als bouwsteen in de organische synthese. Het kan bijvoorbeeld ingezet worden bij de Huisgen-1,3-dipolaire cycloadditie.